# Донузлав (ландшафтно-рекреационный парк)
Донузла́в (укр. Донузлав, крымскотат. Doñuzlav, Донъузлав) — ландшафтно-рекреационный парк, расположенный в северо-западной части Крыма на территории Сакского района и Черноморского района. Площадь — 2 335 га. Землепользователь — Министерство экологии и природных ресурсов Республики Крым, государственное бюджетное учреждение Республики Крым национальный природный парк «Тарханкутский».

## История
Ландшафтно-рекреационный парк был создан Постановлением Верховной Рады Автономной республики Крым от 27.02.2013 №1196-6/13 на базе ландшафтного
заказника местного значения «Северо-восточная окраина озера Донузлав».
Является ландшафтно-рекреационным парком регионального значения согласно Распоряжению Совета министров Республики Крым от 5 февраля 2015 года №69-р Об утверждении Перечня особо охраняемых природных территорий регионального значения Республики Крым.
Приказом министерства экологии и природных ресурсов Республики Крым от 25.04.2016 №721 «Об утверждении Положений о ландшафтно-рекреационных парках регионального значения Республики Крым» было определено зонирование парка. 

## Описание
Парк создан с целью охраны и сохранения ценных природных и историко-культурных комплексов и объектов, степных, скальных береговых, прибрежно-аквальных и водно-болотных биоценозов; создания условий для эффективного развития туризма, отдыха и рекреационной инфраструктуры в природных условиях с соблюдением режима охраны заповедных природных комплексов и объектов; содействия экологическому образованию и воспитанию населения. На территории парка запрещается или ограничивается любая деятельность, если она противоречит целям его создания или причиняет вред природным комплексам и их компонентам.
Расположен по оба берега северной оконечности озера Донузлав на территории Навоивановского (532 га) и Красноярского (730 га) сельсоветов Черноморского района и Весёловского (1 073 га) сельсовета Сакского района, за границами населённых пунктов. Северная часть озера Донузлав отделена от основного водоёма Аблямитским мостом. На территории парка в Донузлав впадают одноимённая балка Донузлав, а также балки Старый Донузлав, Чернушка, устья которых включены в состав парка. 
Территория парка состоит из трёх отдельных участков. Парк имеет функциональное зонирование и включает зоны: заповедную (490 га), регулируемой рекреации (1 570 га), стационарной рекреации (3 га), хозяйственную (272 га). Заповедная зона представлена 4 участками: устья балок и участок на западном берегу (южнее Аблямитского моста).
Ближайший населённый пункт — сёла Красноярское и Хмелево, расположенные непосредственно севернее, город — Евпатория.

## Природа
Растительный покров данной территории характеризуется высокой степенью сохранности и разнообразия. Флора представлена водными, прибрежно-водными и степными типами растительности. Разнообразны галофиты и литофиты. На суше встречается 250 видов высших сосудистых растений. Зарегистрировано 20 видов растений, имеющих природоохранный статус, среди которых 13 занесены в Красную книгу Украины, 7 — в Европейский Красный список, 2 — в Красный список Международного Союза Охраны Природы (МСОП). Здесь произрастает 5 эндемиков Крыма.
Северная часть озера Донузлав отличается широким видовым разнообразием и включает организмы, характерные для морских, солоноватых и пресных вод. Ихтиофауна характеризуется высоким уровнем биологической продуктивности и насчитывает не менее 52 видов рыб из 30 семейств. На миграции и зимовке отмечены не менее 145 видов птиц, в т.ч. 25 — редкие виды.